# Eurytion tenebrosus
Eurytion tenebrosus är en mångfotingart som först beskrevs av Frederik Vilhelm August Meinert 1886.  Eurytion tenebrosus ingår i släktet Eurytion och familjen storjordkrypare. Inga underarter finns listade i Catalogue of Life.